# Pidonia fumaria
Pidonia fumaria là một loài bọ cánh cứng trong họ Cerambycidae.